# Rainer Schreg
Rainer Schreg (* 1969 in Göppingen) ist ein deutscher Mittelalter- und Neuzeitarchäologe.

## Leben
Schreg studierte Vor- und Frühgeschichte und Klassische Archäologie an der Universität Tübingen, wo er 1994 mit einer Magisterarbeit zur alamannischen Besiedlung des Geislinger Talkessels abschloss. Er promovierte 2001 bei Barbara Scholkmann ebenfalls an der Universität Tübingen über die Dorfgenese in Südwestdeutschland mit einer Fallstudie zur mittelalterlichen Besiedlung des Renninger Beckens. Schregs Dissertation wurde 2002 mit Promotionspreis der Universität Tübingen und in 2003 mit dem Kurt-Bittel-Preis für Süddeutsche Altertumskunde ausgezeichnet. 
In den Jahren von 2001 bis 2006 war er als wissenschaftlicher Angestellter am Institut für Ur- und Frühgeschichte und Archäologie des Mittelalters, Abteilung Archäologie des Mittelalters, der Universität Tübingen tätig. Während dieser Zeit war er an Grabungsprojekten in Südwestdeutschland (Weil im Schönbuch, Schalkstetten) und Panamá beteiligt. Von 1996 bis 2006 übernahm er Lehraufträge an der Universität Stuttgart. Von 2006 bis 2017 arbeitete Schreg am Römisch-Germanischen Zentralmuseum in Mainz, wo er an Auslandsprojekten zu Forschungen zur Umweltarchäologie auf der Krim und in Ungarn beteiligt war. Zuletzt war er für die wissenschaftliche Leitung des Projektes „Das kurze Leben einer Kaiserstadt“ in Iustiniana Prima (heute Caričin Grad) im südöstlichen Serbien verantwortlich. Daneben lehrte an der Universität Tübingen, wo er auch 2015 habilitiert wurde. Seit 2017 ist er Professor für Archäologie des Mittelalters und der Neuzeit an der Universität Bamberg.
Schreg betreibt das Wissenschaftsblog Archaeologik.

## Schriften (Auswahl)
- Keramik aus Südwestdeutschland. Eine Hilfe zur Beschreibung, Bestimmung und Datierung archäologischer Funde vom Neolithikum bis zur Neuzeit. Verein für Archäologie des Mittelalters, Tübingen 1998, ISBN 3-9806533-0-7.
- Das Renninger Becken. Werden und Wandel einer Siedlungskammer in über 7000 Jahren. Stadt Renningen, Renningen 2004.
- Dorfgenese in Südwestdeutschland. Das Renninger Becken im Mittelalter (= Materialhefte zur Archäologie in Baden-Württemberg. Heft 76). Landesamt für Denkmalpflege, Theiss, Stuttgart 2006. ISBN 978-3-8062-2066-7 (Dissertation).
- mit H. Pantermehl, L. Grunwald (Hrsg.): Hochmittelalterliche Keramik am Rhein. Forschungsperspektiven auf Produktion und Alltag (= Tagungen des RGZM. Band 13). RGZM, Mainz 2012, ISBN 978-3-7954-2666-8.
- Ecological Approaches in Medieval Rural Archaeology. In: European Journal of Archaeology. Band 17, Nummer 1, 2014, S. 83–119.
- mit Barbara Scholkmann, A. Zeischka-Kenzler (Hrsg.): A Step to a global world. Historical archaeology in Panamà (= BAR International series. Band 2742). Oxford 2015, ISBN 978-1-4073-1401-3.
- mit Barbara Scholkmann, Hauke Kenzler (Hrsg.): Archäologie des Mittelalters und der Neuzeit. Grundwissen Wissenschaftliche Buchgesellschaft, Darmstadt 2017, ISBN 978-3-534-26811-5.